# Megachile banksi
Megachile banksi är en biart som beskrevs av Mitchell 1930. Megachile banksi ingår i släktet tapetserarbin, och familjen buksamlarbin. Inga underarter finns listade i Catalogue of Life.